# Kongresno priopćenje
Kongresno priopćenje, jedna od kategorija u koju se svrstavaju tekstovi u znanstvenim časopisima. Kao što naziv kazuje, priopćenje je prenesena informacija s kongresa. Za svako kongresno priopćenje poželjno je da sadrži autorovi ime, naslov priopćenja, naziv skupa, mjesto i nadnevak održavanja. U Hrvatskoj je kongresno priopćenje oblik znanstvenog rada te ga se boduje drukčije, ovisno je li u časopisu s međunarodnom recenzijom, je li usmena prezentacija na međunarodnom skupu ili u zborniku radova.